# Community Peacemaker Teams
As Community Peacemaker Teams ou CPT (anteriormente Christian Peacemaker Teams) são uma organização internacional criada para apoiar equipes de trabalhadores pela paz em áreas de conflito ao redor do mundo. A organização utiliza essas equipes para atingir seus objetivos de redução de violência, ação direta não violenta, documentação de direitos humanos e treinamento em não violência em ação direta. A CPT resume seu trabalho como "comprometido em reduzir a violência 'atrapalhando'".
A organização possui uma força de paz em tempo integral com ativistas que atuaram em diversas regiões como Colômbia, Iraque, Cisjordânia, Chiapas (México), Bósnia, Chechênia e na fronteira Estados Unidos–México. Esses ativistas contam com o apoio de mais de 150 reservistas que passam de duas semanas a dois meses por ano em locais específicos para a organização e suas atividades.

## Atividades

### Iraque
A CPT passou a operar no Iraque a partir de outubro de 2002. Desde a invasão do Iraque em 2003, trabalhou e defendeu famílias de pessoas detidas pelas Forças Armadas dos Estados Unidos e coletou relatos de abusos contra detentos. Em janeiro de 2004, divulgaram um relatório documentando abusos rotineiros contra prisioneiros iraquianos mantidos pela Autoridade Provisória da Coalizão, bem antes de as fotografias dos prisioneiros de Abu Ghraib chamarem a atenção internacional para o problema.
Em 26 de novembro de 2005, quatro ativistas da organização foram sequestrados no Iraque. Seus captores eram um grupo até então desconhecido, a Brigada das Espadas do Direito. Os reféns foram mostrados em um vídeo transmitido mundialmente em 29 de novembro pelo canal árabe via satélite Al Jazeera. Em 10 de março de 2006, o corpo de um dos prisioneiros sequestrados foi encontrado e identificado. De acordo com a polícia iraquiana, o norte-americano Tom Fox, de 54 anos, havia sido baleado na cabeça. Em 23 de março, os três reféns restantes do grupo, Norman Kember, James Loney e Harmeet Singh Sooden, foram libertados do cativeiro. 

### Colômbia
A CPT mantém uma equipe baseada em Barrancabermeja, Colômbia, desde 2001. O foco de seu trabalho tem sido o acompanhamento de diversas comunidades ao longo do rio Opon, um afluente do rio Magdalena. Os agricultores e pescadores dessas comunidades se deslocaram em 2000 devido aos intensos combates entre as Autodefesas Unidas da Colômbia (AUC) e as Forças Armadas Revolucionárias da Colômbia (FARC). Desde que os membros da comunidade retornaram às suas casas em 2001, a equipe tem tido presença quase diária na área para apoiar a população, trabalhar para prevenir a intimidação tanto da AUC quanto da FARC e documentar abusos de direitos humanos, caso ocorram. A equipe também trabalha com grupos de mulheres colombianas e grupos de direitos humanos baseados em Barrancabermeja, em um esforço para reduzir as ameaças e os atos de violência praticados pelas AUC na cidade.

### Chiapas, México
A CPT também esteve envolvida em Chiapas, México, onde a violência eclodiu entre o Exército Zapatista de Libertação Nacional e o governo mexicano. A presença de longo prazo da CPT começou em junho de 1998. Em Chiapas, a CPT firmou parceria com um grupo cristão da sociedade civil chamado Las Abejas, que compartilha o compromisso com o pacifismo. Suas atividades conjuntas incluíam ir às bases militares mexicanas para rezar.

### Territórios Palestinos
Em 2014, a CPT tinha vários projetos na Cisjordânia, um em Hebron e outro na área de Masafer Yatta, nas Colinas do Sul de Hebron. A organização, entre outras coisas, apoia a resistência palestina não violenta à ocupação, em coordenação com organizações israelenses e internacionais. Atua em Hebron, At-Tuwani, Al Bowereh e no Vale de Baqa'a. Parte da rotina diária da equipe inclui patrulhas escolares e o monitoramento da violência de colonos e invasões de casas por soldados. As equipes também trabalham contra demolições de casas. A CPT acredita que a ocupação israelense é violenta e que a reconciliação entre palestinos e israelenses só poderá florescer com o fim da mesma. No entanto, condenou a violência palestina contra civis israelenses. A Human Rights Watch classificou a CPT como "uma das poucas fontes confiáveis sobre a situação dos direitos humanos em Hebron". A CPT tem trabalhado em Hebron desde 1994. Israel negou a vários membros da CPT o acesso à Palestina.